# Монгуш, Начын Олзеевич
Начын Олзеевич Монгуш (28 января 2000, Кызыл, Тыва, Россия) — российский борец вольного стиля, чемпион Европы 2025 года, призёр чемпионата Европы 2021 года.

## Биография
Тувинец. Родился в Кызыле, но до 6 лет жил в селе Ак-Даш Сут-Хольского района. Заниматься национальной борьбой Начын начал с раннего детства. Его отец — Олзей Сергеевич Монгуш водил сына на различные схватки, которые проводились среди сельских мальчишек, а с 6 лет Начын стал участвовать в турнирах, посвящённых Дню защиты детей. В 7 лет Начына пошёл в первый класс школу № 1 посёлка Каа-Хем, также отец записал его на секцию национальной борьбы в спортивный зал «Автомобилист». Так как Начын был худощавым мальчиком, а в национальной борьбе все-таки приветствуется вес, в 4 классе его перевели на борьбу вольного стиля. 
В июне 2019 года в испанской Понтеведре, одолев в финале турка Ахмета Думана, стал чемпионом Европы среди юниоров. В марте 2021 года на чемпионате России в Улан-Удэ в финале проиграл Зауру Угуеву, став серебряным призёром. В апреле 2021 года в Варшаве в финале чемпионата Европы уступил турку Сюлейману Атлы и стал серебряным призёром. 21 июня 2023 года в Каспийске на чемпионате России в схватке за 3 место одолел Амира Чамзына из Тывы и завоевал бронзовую медаль.
В апреле 2025 года на чемпионате Европы в Братиславе в весовой категории до 57 кг завоевал золотую медаль. В финальной схватке одолел соперника из Сербии Азамата Тускаева.

## Спортивные результаты
- Первенство России по борьбе среди юниоров 2019 — ;
- Первенство Европы по борьбе среди юниоров 2019 — ;
- Первенство России по борьбе среди юниоров 2020 — ;
- Чемпионат России по вольной борьбе 2021 — ;
- Чемпионат Европы по борьбе 2021 — ;
- Чемпионат России по вольной борьбе 2022 — ;
- Чемпионат России по вольной борьбе 2023 — ;
- Игры стран СНГ 2023 — ;
- Первенство мира по борьбе среди спортсменов до 24 лет 2023 — ;
- Гран-при Иван Ярыгин 2025 — ;
- Чемпионат Европы по борьбе 2025 — ;